# Io sono Dio
Io sono Dio è il quarto romanzo di Giorgio Faletti.
La presentazione è avvenuta il 16 maggio 2009. È pubblicato dalla casa editrice Baldini Castoldi Dalai. Faletti ha affermato in una presentazione che il titolo del libro è stato tratto da una frase pronunciata da Robert De Niro nel film Men of Honor - L'onore degli uomini.

## Trama
Il libro inizia a New York, con un uomo che parla in prima persona, riflette sulla sua ignota missione e, senza farsi vedere, preme un interruttore che porta con sé, facendo esplodere un palazzo. L'uomo poi pronuncia la sibillina frase:
"Questo è il mio potere. Questo è il mio dovere. Questo è il mio volere. Io sono Dio."
Andando indietro nel tempo si ha modo di seguire il rilascio da una struttura medica militare negli USA del soldato Wendell Johnson, sopravvissuto alla guerra del Vietnam, riportando però delle gravissime ustioni sul viso e su tutta la superficie del corpo a causa di un attacco aereo con il napalm diretto contro i vietcong, rivelatosi fatale per il commilitone amico di Johnson e con il quale era finito nelle mani del gruppo di resistenza sud-vietnamita. Johnson ripercorre mentalmente il cammino che lo ha portato lì, e di come fu costretto a partire volontario per il Vietnam dopo essere stato ingiustamente accusato di un duplice omicidio dallo sceriffo e dal vice della sua contea. Tornato a casa, Johnson incontra Ben Shepard, il suo mentore e figura paterna, al quale rivela tutta la sua storia, e, di riflesso, viene a sapere che la sua ragazza ha dato alla luce un bambino ma, considerato il suo stato, gli chiede di non dire a lei né a nessuno di essere vivo e di essere tornato. Dopo aver preso le sue cose e il suo gatto, fa una visita allo sceriffo e al vice e si vendica di loro bruciandoli vivi.
Si torna al presente. L'investigatrice Vivien Light del 13º distretto di Manhattan indaga sul ritrovamento di un cadavere sotterrato nella calce e riesumato a seguito di alcuni lavori in un cantiere. Vivien sta attraversando un periodo piuttosto cupo nella sua vita, poiché sua sorella Greta è ricoverata a seguito di una malattia incurabile e la nipote Sundance è una tossica ricoverata a Joy, una comunità di recupero per ragazzi che hanno avuto problemi di droga gestita da padre Michael McKean e da John Kortighan. Mentre indaga, scopre un portafoglio contenente alcune foto, tra cui una ritraente un uomo con in braccio un gatto con tre zampe e un'altra ritraente due persone davanti a un carro armato. Nel mentre, uno spacciatore e borseggiatore soprannominato Ziggy Stardust deruba la persona sbagliata e muore, non prima di aver dato a un suo cliente, Russel Wade, un foglio fotocopiato e una fotografia, precedentemente sottratti al suo assassino. Intanto il 13º Distretto è nel caos a causa dell'esplosione di un palazzo nel Lower East Side, lo stesso avvenuto nel prologo all'inizio della storia. Russel si presenta al distretto e rivela a Vivien e al suo superiore, il capitano di polizia Alan Bellew, ciò che ha scoperto: un operaio edile, che il lettore immagina benissimo essere Johnson, ha deciso di vendicarsi contro il Paese che lo ha tradito e sfigurato in guerra, piazzando delle cariche esplosive unite al napalm e collegando le cariche a un telecomando a radiofrequenze per farle esplodere a suo comando in ogni fabbricato newyorkese in cui ha lavorato. Tutto ciò è descritto nel foglio consegnato a Russel dal suo ex-spacciatore, ma non è stato lui ad attivare l’ordigno, visto che, come si capisce da quanto scritto, l'uomo era in fin di vita e prima di morire ha chiesto al figlio di portare a termine la sua vendetta dandogli il telecomando e la lista degli edifici pronti a esplodere. Non si sa chi egli sia né quali saranno i prossimi obiettivi, perché la lettera di Wade è solo la parte centrale, ma è comunque qualcosa da cui cominciare. In cambio delle informazioni, Russel chiede di partecipare alle indagini in modo da poter avere l'esclusiva e scriverci una storia sopra. Seppur a malincuore, Vivien e Bellew accettano le condizioni dell'uomo e la detective lo affianca come partner. 
Durante le indagini, la donna ha modo di capire la situazione di Russel Wade, un uomo dalla pessima fama per l'aver spacciato per sua una foto scattata da suo fratello Robert, La seconda Passione; questo gesto, giustificato come un tentativo rivelatosi vano di uscire dopo tutta una vita dall'ombra di suo fratello (al quale comunque era molto affezionato) e del padre Jenson Wade, uno degli uomini più potenti di New York, che ha sempre avuto una pessima considerazione del secondogenito, gli è addirittura valso un premio Pulitzer successivamente toltogli quando è emersa la verità. Ciò fa avvicinare molto Vivien all'uomo, avendo lei vissuto una situazione analoga con sua sorella. Russel viene in seguito diseredato definitivamente dal padre a causa degli ultimi problemi che gli ha causato, ma poi, dopo averlo salvato da un pestaggio ordinato da uno strozzino, Vivien lo porta in casa sua, dove passano la notte assieme per cercare di calmarsi dopo gli ultimi eventi; poco dopo, però, un'altra esplosione preannuncia che un altro palazzo è stato distrutto dal misterioso assassino. Le indagini si intensificano, ma l'unica cosa che salta fuori è il nome dell'uomo sepolto nella calce: Mitch Sparrow, un ex motociclista e operaio edile, che aveva lavorato assieme all'uomo che ha piazzato le bombe nei palazzi ed è stato ucciso da questi quando ha scoperto cosa stava facendo. Inoltre, si scopre che entrambi avevano lavorato a una casa appartenente a un militare, il maggiore Mistnick, successivamente fatta saltare in aria con la conseguente morte del maggiore e della famiglia. Dopo essersi fatti dare le documentazioni dalla ditta che aveva fabbricato la casa, la detective e Russell risalgono a Jeremy Cortese, precedentemente incontrato da Vivien durante le indagini sulla morte di Sparrow, scoprendo che l'uomo era orribilmente sfigurato, dettaglio che già immaginavano dalla lettera. La detective fa poi passare al setaccio gli ospedali della città per scoprirne il nome, ipotizzando che questi fosse morto in ospedale a causa della sua malattia, e risalgono a Wendell Johnson, ma la loro unica pista si interrompe poco dopo: stando alle parole del fratello di Johnson, l'unico suo parente ancora in vita, egli non aveva mai lavorato nell'edilizia e non è lui l'uomo nella foto, ma probabilmente era il suo compagno nella foto in cui erano ritratti entrambi, che al momento è identificato con il nome di Little Boss, oltre al fatto che il nome di Johnson è coperto dal segreto militare, e pertanto non si possono continuare le indagini nonostante la gravità della situazione. Questo inasprisce anche i rapporti tra Russel e Vivien, che litigano e si separano, continuando le indagini ciascuno per conto proprio, con sommo dispiacere per entrambi. 
Vivien viene poi contattata da padre McKean, il quale è visibilmente terrorizzato e spaventato da ciò che ha recentemente vissuto: l'attentatore si è andato a confessare da lui, rivelandogli come la città sia in suo potere e di come intenda distruggere ciò che è stato costruito, in un discorso delirante tra teologia e furia vendicatrice dove addirittura si considera Dio pronunciando la stessa frase che dà il titolo alla storia. Dopo averlo rivelato a Vivien, questa gli chiede di registrare e descrivergli meglio l'uomo che ha intravisto, con la promessa di non rivelare a nessuno di aver infranto il segreto del confessionale. La storia si concentra successivamente sulle indagini di Russel, il quale riesce a convincere il padre a dargli una mano a condizione di lavorare alle sue dipendenze per una cifra irrisoria. Jenson quindi sfrutta la sua rete di agganci e favori per permettere al figlio di scoprire la verità dietro Johnson e, ascoltando una conversazione in vivavoce con un ufficiale, scopre dell'attacco nel 1970 a un gruppo di vietcong in cui fu sfigurato l'uomo che credevano essere Johnson, attacco ordinato dall'esercito statunitense (per la precisione dal maggiore Mistnick, del quale poi si vendicò); dalla conversazione salta fuori il nome dell'altro uomo creduto morto: Matt Corey. Con queste nuove informazioni, Russel viaggia fino in Ohio, nella terra natale di Corey, e riesce a parlare con Ben Shepard, ancora in vita. La storia che il vecchio gli racconta spiega alcuni retroscena del soldato di cui nessuno era a conoscenza: dopo averlo preso sotto la sua ala dopo che questi era uscito dal riformatorio, il ragazzo (soprannominato Little Boss per la sua attitudine al comando nei cantieri) fu in realtà incastrato, con l'ausilio dello sceriffo e del suo vice, da Swanson, un giudice molto potente la cui figlia Karen stava frequentando Matt, ritenuto un poco di buono. Per questo motivo fu costretto a partire per il Vietnam in alternativa alla prigione, ma prima di partire per la guerra Karen rimase incinta, e riuscì a tenere il figlio minacciando il padre di rivelare chi fosse il padre del bambino e che il giudice la voleva far abortire. Dopo l'attacco in Vietnam e il recupero dei corpi, a causa di uno scambio di piastrine, l'esercito USA congedò Matt Corey sotto il nome del commilitone Wendell Johnson. Shepard rivela anche il nome del bambino, Manuel Swanson, e che probabilmente si guadagnava da vivere come comico, dandogli un poster con il quale potrebbero identificarlo. Recatasi all'ultimo domicilio di Corey, Vivien scopre alcuni disegni di costellazioni, in particolare uno, che la detective posiziona sopra una mappa di New York, scoprendo quale saranno i prossimi obiettivi del figlio di Corey, ma un luogo in particolare suscita in lei una terribile preoccupazione, essendo il palazzo in cui si trova la comunità di Joy e sua nipote Sundance. Russel riesce a raggiungerla di nuovo a New York, e assieme si recano a Joy per fermare l'attentatore, ascoltando nel mentre anche la conversazione tra quest'ultimo e McKean. In macchina, anche Russel racconta a Vivien quello che ha scoperto e le mostra il poster, cosa che mette ancora di più in agitazione la donna, perché ha capito a chi stanno dando la caccia. A Joy i due si precipitano immediatamente nelle stanze di padre McKean, ma lo trovano morto, ucciso da John Kortighan. A quel punto si scopre la verità: Manuel Swanson era il vero nome di padre McKean che, negli anni, aveva sviluppato un disturbo di personalità multipla, esacerbato anche dalla sua professione di ventriloquo; una era appunto McKean, quella più mite e buona, tanto da violare il segreto della confessione cristiana per salvare degli innocenti, mentre l'altra era quella di Manuel, più crudele e fanatica (simile all'imitazione di Dio che faceva con il suo pupazzo). Kortighan lo aveva successivamente ucciso per salvare il buon nome dell'uomo e della sua comunità una volta scoperta la verità.
Alla fine, viene narrato l'epilogo di tutti i personaggi principali: dopo la morte della madre, Sundance decide di rimanere ad aiutare al Joy, ora mantenuto da finanziamenti municipali; Russel riesce a ottenere il successo personale inseguito dopo tanti anni con la pubblicazione di un suo articolo che narra l'intera vicenda, riscoprendosi come un formidabile scrittore, che forse gli varrà il Pulitzer, e a liberarsi della morsa del padre dopo avergli fatto credere che ha registrato l'intera discussione tra lui e l'ufficiale dell'esercito; Vivien, infine, ritrova Russel a casa sua e finalmente i due possono cominciare una relazione, con la donna ora libera dai fantasmi del passato di questa oscura vicenda.

## I personaggi

### Personaggi principali
- Jenson Wade, padre di Russel.
- Michael McKean, prete, fondatore di Joy, comunità di recupero per ragazzi che hanno avuto problemi di droga.
- Russel Wade, scrittore che partecipa alle indagini con Vivien.
- Vivien Light, detective del 13º distretto di polizia di New York.
- Wendell Bruce Johnson, caporale reduce del Vietnam.

### Personaggi secondari
- Alan Bellew, capo di Vivien, capitano di polizia.
- Barry Lovito, avvocato di origine italiana che lavora a Manhattan; lascia un patrimonio alla comunità Joy.
- Ben Shepard, titolare di una ditta di demolizioni, ristrutturazioni, costruzioni, dove lavorava Wendell prima di partire per la guerra.
- Brett Tyler, collega di Vivien.
- Carmen Montesa, moglie di Mitch, ispanica, fa l'infermiera.
- Charles Brokens, proprietario della compagnia per cui lavora Jeremy, marito di Elisabeth.
- Chuck Newborn, operaio edile.
- Elisabeth Brokens, moglie di Charles.
- Frank Ritter, caposquadra della polizia scientifica.
- Fred Wyring, ingegnere con cui ha lavorato Jeremy.
- Geoffry Hetch, generale dell'esercito.
- Greta, sorella di Vivien.
- Henry, maggiordomo di casa Wade.
- Herbert Lewis Swanson, giudice di contea.
- Jack Borman, coroner (medico legale).
- James Ritter, giovane operaio che lavora nella squadra di Jeremy.
- Janet Carrara, cuoca della comunità Joy.
- Jeff B. Anderson, reduce del Vietnam dove ha perso le gambe, originario di Atlanta; ricoverato in ospedale in attesa di ricostruzione, unico amico di Wendell.
- Jenny, moglie di Jeremy.
- Jeremy Cortese, operaio edile, dirige alcuni cantieri.
- John Kortighan, braccio destro di Michael McKean, responsabile laico di Joy.
- Jonas Manson, trafficante di droga, fratello maggiore di Jubilee.
- Jubilee Manson, paziente di Joy di colore, fratello di Jonas.
- Judith, anziana vicina di casa di Wendell.
- Justin Chowsky, titolare di un punto vendita di motociclette Harley Davidson.
- Karen, donna di Wendell, figlia di Herbert.
- Lester Johnson, fratello di Wendell.
- LaMarr Monroe, malvivente, strozzino, presta soldi a Russel.
- Margareth Taylor Wade, madre di Russel appartenente all'alta borghesia di Boston.
- Matt Corey, soldato, prigioniero con Wendell.
- Mistnick, maggiore che ordina un'incursione aerea in Vietnam.
- Mitch Sparrow, uno dei membri degli Skullbusters, un gruppo di motociclisti.
- Nathan, cognato di Vivien, padre di Sundance.
- Paul Smith, reverendo di Saint Benedict.
- Peter Curtin, detective.
- Richard, ex fidanzato di Vivien.
- Robert Star, detective collega di Vivien, lavora nella zona di Brooklyn.
- Robert Wade, fratello di Russel, fotografo morto anni prima.
- Ronald Freeman, vice capo di Jeremy, di colore, alto e corpulento.
- Sam, figlio maggiore di Jeremy Cortese.
- Savine, dottore che segue Greta.
- Sundance, figlia di Nathan e Greta, nipote di Vivien.
- Tyler, poliziotto.
- Victor Salinas, poliziotto.
- Wilson Gollemberg, sindaco di New York.
- Zbigniew Malone, detto Ziggy Stardust, borseggiatore, spacciatore.

## Edizioni
- Giorgio Faletti, Io sono Dio, collana Romanzi e Racconti, Dalai Editore, 19 maggio 2009,  p. 523, ISBN 978-88-6073-405-1.

- Giorgio Faletti, Io sono Dio, collana 10 e Lode, edizione tascabile, Dalai Editore, 11 ottobre 2011,  p. 523, ISBN 978-88-6620-223-3.

- Giorgio Faletti, Io sono Dio, collana Romanzi e Racconti, Baldini+Castoldi, 6 luglio 2015,  p. 523, ISBN 978-88-6852-871-3.

- Giorgio Faletti, Io sono Dio, collana I delfini. Best seller, La nave di Teseo, 11 febbraio 2021,  p. 504, ISBN 9788834606087.